# Bahía de Kompong Som
La Bahía de Kompong Som es un cuerpo de agua en el sur del país asiático de Camboya. Kompong Som tiene aguas profundas cerca de la costa y una cadena de islas a través de la boca de la bahía que la protegen de las tormentas. Kompong Som es también donde se encuentra Sihanoukville, el principal y único puerto de aguas profundas y marítimas de Camboya.